# Хрістос Ламбракіс
Хрі́стос Ламбра́кіс (грец. Χρήστος Λαμπράκης, 24 лютого 1934, Афіни — 21 грудня 2009, Афіни) — грецький підприємець, медіа-магнат, власник та президент видавничої компанії Lambrakis Press Group (грец. Δημοσιογραφικός Οργανισμός Λαμπράκη, ΔΟΛ).

## Біографія
Народився в Афінах у родині видавця Дімітріоса Ламбракіса, власника компанії Lambrakis Press. Освіту здобув у Великій Британії та Швейцарії.
У період 195—1957 років працював журналістом газети «Το Βήμα», а також рнедактором журналу «Ταχηδρομος». 1957 року після смерті батька Ламбракіс очолив Lambrakis Press. Коли 1970 року Lambrakis Press стала цілком приватною компанію, Хрістос Ламбракіс став її одноосібним керівником. В останні роки до холдингу Lambrakis Press Group входили кілька грецьких газет та журналів, а також телеканал «Mega TV». Завдяки Ламбракісу стали відомим кілька грецьких журналістів, серед них і Нікос Какаунакіс.
1997 року Lambrakis Press Group запустила один з найвпливовіших порталів у грецькому інтернет-просторі in.gr.
Хрістос Ламбракіс був очільником дослідницького центру Lambrakis Research Foundation, товариства Любителів музики, спонсором та президентом Афінського концерт-холлу «Мегарон».
У грудні 2009 року Ламбракіса через проблеми з серцем госпіталізували у медичному центрі Онассіса, де помер 21 грудня. Ламбракіс ніколи не був одружений, тому не має прямих спадкоємців.
Хрістос Ламбракіс став людиною-легендою у віці 50 років і до останніх днів мав неабиякий вплив на економічну, політичну та соціальну сферу життя грецького суспільства. За висловом Константіноса Міцотакіса, чи не найбільше з усіх греків життя Хрістоса Ламбракіса було пов'язане із політичним життям Греції.